# Endobia indica
Endobia indica är en stekelart som först beskrevs av Mani och Kaul 1974.  Endobia indica ingår i släktet Endobia och familjen kragglanssteklar. Inga underarter finns listade i Catalogue of Life.